# Witkowice (Petite-Pologne)
Pour les articles homonymes, voir Witkowice.
Witkowice est une localité polonaise de la gmina de Kęty, située dans le powiat d'Oświęcim en voïvodie de Petite-Pologne.